# إعارة مكتبية
الإعارة المكتبية هي عملية إعارة أحد كتب المكتبة أو المواد الأخرى لمستخدمي المكتبة، وتكون الإعارة داخلية في المكتبة أو خارجية.
عادة ما يكون المسؤول عن عمليات الإعارة موجودا في مكتب بالقرب من المدخل الرئيسي للمكتبة، ويقدم خدمات لتسهيل الإعارة وإعادة المواد المستعارة.

## تعريف الإعارة
استعار الشيء منه: طلب أن يعطيه إياه... والاستعارة صك يطلب به القارئ كتابا من المكتبات العامة يذيله بتوقيعه فيكون سندا عليه.
وقد أطلقت كلمة إعارة من قبل المتخصصين العرب في مجال المكتبات والمعلومات في العقود الأربعة السابقة على إحدى وظائف المكتبة والتي هي عملية إتاحة المواد المكتبية للمستفيدن لاستخدامها خارج المكتبة، وقد استخدم مصطلح تداول للتعبير عن نفس المعنى لكن بشكل محدود.

## أقسام الإعارة
يقسم البعض الإعارة إلى قسمين هما:

### الإعارة الداخلية
وهي استخدام بعض المواد المكتبية داخل قاعات المطالعة فقط.

### الإعارة الخارجية
وهي الاستفادة واستخدام المواد خارج المكتبة.

## تاريخ الإعارة
في السابق كانت المكتبات قديما خزائن منيعة تركز على حفظ الكتب أكثر من التشجيع على استخدامها.
في القرن 14 كانت الكتب في مكتبة جامعة السوربون تعار داخل المكتبة فقط وإذا تم إخراج الكتاب فلابد من إعادته في نفس اليوم وترك مبلغ مساوي لقيمة الكتاب قبل استعارته.
القرن 18 تم إنشاء مكتبات الاشتراكات بمبادرة من تجار الكتب، حيث كانت أول من قدمت خدمة الإعارة لجمهور الناس.

## دوافع الإعارة
تنشيط استخدام المصادر بما يوازي الموارد المادية والبشرية لاقتنائها.
الحد من الممارسات السلبية مثل السرقة وتمزيق الكتب.

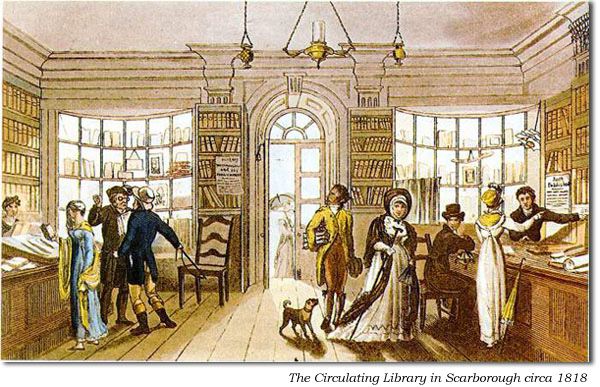
مظاهر الإعارة في المكتبات  القرن 18

## أخلاقيات سياسة خدمة الإعارة
1. حماية سرية المستفيد
2. تقديم الخدمة للجميع دون تمييز أو تحيز
3. يجب أن تطبق عقوبة